# Pain for Pleasure
A Pain for Pleasure egy heavy metal együttes, amit Pain alapított 1985-86-ban. 15 év alatt egyetlen kislemezt (Pain for Pleasure) adtak ki és egyetlen koncertjük volt, ami után Pain életét vesztette alkoholmérgezésben.
Hírnevüket részben a Sum 41 nevű, kanadai rockzenekarnak köszönhetik, akik a Pain For Pleasure c. számot kiadták az All Killer No Filler lemezükön, és a szám klipje látható a Fat Lip klip legtöbb változatában a Fat Lip után. Ezt a számot a Sum 41 máig majdnem minden koncert végén eljátssza.
A Sum 41 dobosa, Steve Jocz, máig állítja, hogy ő és Dave Baksh találták ki a Pain for Pleasure-t. Steve Jocz felel meg Painnek, Dave Baksh Pleasure-nek, Cone McCaslin Snipernek és Deryck Whibley Gunnernek.